# Grand Prix-wegrace van Spanje 1986
De Grand Prix-wegrace van Spanje 1986 was de eerste race van het wereldkampioenschap wegrace voor motorfietsen in het seizoen 1986. De races werden verreden op 4 mei 1986 op het Circuito Permanente del Jarama nabij Madrid.

## Algemeen
Door het wegvallen van de Grand Prix van Zuid-Afrika was de Spaanse GP nu de openingsrace van het seizoen. Dat betekende dat de lichtere klassen er vanaf het begin bij waren, want Zuid-Afrika was alleen voor de 500- en de 250cc-klasse bestemd. En dan ook nog alleen voor fabriekscoureurs en kapitaalkrachtige privérijders die de dure reis konden betalen. In Spanje was het zonnig tijdens de drie trainingsdagen, maar op de racedag zakte de temperatuur vijftien graden en viel er lichte regen. De bijna 100.000 toeschouwers zagen de zwanenzang van Freddie Spencer, tweevoudig wereldkampioen in 1985, die na vijftien ronden afstapte met - naar later bleek - een peesschedeontsteking die hem bijna het hele seizoen aan de kant zou houden. De 125cc-race eindigde met uitsluitend Italianen op de eerste vier plaatsen, maar de Spanjaarden eisten het podium voor zich op in de 80cc-race. De 250cc-race werd na een incident bij de start opnieuw gestart. Dat was goed nieuws voor Carlos Lavado, die al in de eerste ronde gevallen was, maar een nieuwe kans kreeg en won. 

## 500cc-klasse

### De training
Tijdens de eerste trainingen moest blijken of de vele Yamaha OW 81-viercilinders nu snel genoeg waren om de Honda NSR 500-viercilinder te verslaan. Yamaha zette vijf fabrieks-viercilinders in, Honda slechts twee. De beide Honda's bezetten de eerste twee startplaatsen, gevolgd door vier van de vijf Yamaha's. Christian Sarron had erg veel last van een geblesseerde hand en moest de driecilinder Honda NS 500's van Raymond Roche en Didier de Radiguès voor laten. Juan Garriga debuteerde uitstekend met de Cagiva, die in het voorafgaande seizoen nog geen potten had kunnen breken. 

#### Trainingstijden
| Pos | Coureur            | Merk                        | Tijd    |
| --- | ------------------ | --------------------------- | ------- |
| 1.  | Freddie Spencer    | Rothmans-HRC-Honda          | 1"28'49 |
| 2.  | Wayne Gardner      | Rothmans-HRC-Honda          | 1"28'81 |
| 3.  | Eddie Lawson       | Marlboro-Agostini-Yamaha    | 1"29'20 |
| 4.  | Mike Baldwin       | Lucky Strike-Roberts-Yamaha | 1"29'24 |
| 5.  | Randy Mamola       | Lucky Strike-Roberts-Yamaha | 1"29'39 |
| 6.  | Rob McElnea        | Marlboro-Agostini-Yamaha    | 1"29'63 |
| 7.  | Raymond Roche      | Rothmans-Katayama-Honda     | 1"30'22 |
| 8.  | Didier de Radiguès | Rollstar-Chevallier-Honda   | 1"30'42 |
| 9.  | Christian Sarron   | Gauloises-Sonauto-Yamaha    | 1"30'65 |
| 10. | Juan Garriga       | Cagiva                      | 1"31'57 |

### De race
De bliksemstart die men van Ron Haslam gewend was, mislukte in Spanje. Zijn ELF 3 wilde niet aanslaan en Ron was als laatste weg. Freddie Spencer liet er geen gras over groeien. Al na de eerste ronde had hij een enorm gat geslagen en na vijf ronden had hij zes seconden voorsprong op de vechtende Wayne Gardner en Eddie Lawson. Raymond Roche was nog even tweede geweest, maar tegen het enorme aantal viercilinders kon hij zich met de driecilinder Honda NS 500 niet handhaven. De voorsprong van Spencer begon echter terug te lopen. Gardner kwam steeds dichterbij en halverwege de vijftiende ronde reed Spencer de pitstraat in. Hij had helemaal geen gevoel meer in zijn rechterhand en kon dus ook niet meer remmen. Zo kwam Gardner aan de leiding, die hij tot aan de eindstreep wist vast te houden. Lawson werd tweede vóór het Lucky Strike-team met Mike Baldwin en Randy Mamola. Raymond Roche werd de beste driecilinder-rijder: zesde achter Christian Sarron. 

#### Uitslag 500cc-klasse
| Pos | Coureur             | Merk                        | Ronden | Tijd      | Grid | Punten |
| --- | ------------------- | --------------------------- | ------ | --------- | ---- | ------ |
| 1   | Wayne Gardner       | Rothmans-HRC-Honda          | 37     | 56"01'87  | 2    | 15     |
| 2   | Eddie Lawson        | Marlboro-Agostini-Yamaha    | 37     | +2'07     | 3    | 12     |
| 3   | Mike Baldwin        | Lucky Strike-Roberts-Yamaha | 37     | +17'17    | 4    | 10     |
| 4   | Randy Mamola        | Lucky Strike-Roberts-Yamaha | 37     | +28'16    | 5    | 8      |
| 5   | Christian Sarron    | Gauloises-Sonauto-Yamaha    | 37     | +29'97    | 9    | 6      |
| 6   | Raymond Roche       | Rothmans-Katayama-Honda     | 37     | +30'06    | 7    | 5      |
| 7   | Rob McElnea         | Marlboro-Agostini-Yamaha    | 37     | +30'47    | 6    | 4      |
| 8   | Juan Garriga        | Cagiva                      | 37     | +1"13'99  | 10   | 3      |
| 9   | Fabio Biliotti      | FMI-Honda                   | 37     | +1"14'17  | 11   | 2      |
| 10  | Ron Haslam          | ELF-Honda                   | 36     | +1 ronde  | 13   | 1      |
| 11  | Paul Lewis          | Skoal Bandit-Heron-Suzuki   | 36     | +1 ronde  | 14   |        |
| 12  | Dave Petersen       | HB-Gallina-Suzuki           | 36     | +1 ronde  | 15   |        |
| 13  | Henk van der Mark   | PDM-Honda                   | 36     | +1 ronde  | 18   |        |
| 14  | Pierfrancesco Chili | HB-Gallina-Suzuki           | 36     | +1 ronde  | 16   |        |
| 15  | Boet van Dulmen     | Bakker-PDM-Honda            | 36     | +1 ronde  | 17   |        |
| 16  | Peter Sköld         | Honda                       | 36     | +1 ronde  | 21   |        |
| 17  | Simon Buckmaster    | Duckhams Oil-Honda          | 36     | +1 ronde  | 24   |        |
| 18  | Manfred Fischer     | Hein Gericke-Honda          | 36     | +1 ronde  | 22   |        |
| 19  | Marco Gentile       | Écurie-Fior-Honda           | 36     | +1 ronde  | 23   |        |
| 20  | Andreas Leuthe      | Honda                       | 35     | +2 ronden | 20   |        |
| 21  | Dietmar Mayer       | Honda                       | 34     | +3 ronden | 27   |        |

#### Niet gefinisht
| Coureur            | Merk                      | Ronden | Oorzaak | Grid |
| ------------------ | ------------------------- | ------ | ------- | ---- |
| Leandro Becheroni  | Suzuki                    | 23     |         | 19   |
| Freddie Spencer    | Rothmans-HRC-Honda        | 14     |         | 1    |
| Didier de Radiguès | Rollstar-Chevallier-Honda | 13     | Val     | 8    |
| Peter Lindén       | Bakker-Honda              | 8      |         | 26   |
| Gustav Reiner      | Bakker-Honda-Deutschland  | 2      | Val     | 12   |

#### Niet gestart
| Coureur             | Merk             | Grid | Oorzaak  |
| ------------------- | ---------------- | ---- | -------- |
| Wolfgang von Muralt | Frankonia-Suzuki | 15   | Blessure |

#### Niet gekwalificeerd
| Coureur          | Merk   |
| ---------------- | ------ |
| José Parra       | Honda  |
| Vincenzo Cascino | Suzuki |
| Carlos Morante   | Honda  |
| Stelio Marmaras  | Suzuki |

#### Niet deelgenomen
| Coureur         | Merk                      | Oorzaak  |
| --------------- | ------------------------- | -------- |
| Niall Mackenzie | Skoal Bandit-Heron-Suzuki | Blessure |
| Mile Pajic      | SNRT-Honda                |          |

## 250cc-klasse

### De training
Terwijl Honda in de 500cc-training niet te kloppen was, maakten Martin Wimmer, Tadahiko Taira en Carlos Lavado met hun fabrieks Yamaha YZR 250's korte metten met de fabrieks-Honda's. Zelfs Jacques Cornu was met zijn Parisienne-ELF met productie-Honda RS 250 R-blok sneller. Vooral de prestaties van Toni Mang (achtste) en Fausto Ricci (zevende) vielen tegen, maar zij weten dat aan hun Dunlop banden. 

#### Trainingstijden
| Pos | Coureur             | Merk                     | Tijd    |
| --- | ------------------- | ------------------------ | ------- |
| 1.  | Martin Wimmer       | Marlboro-Agostini-Yamaha | 1"31'15 |
| 2.  | Tadahiko Taira      | Marlboro-Agostini-Yamaha | 1"31'17 |
| 3.  | Carlos Lavado       | HB-Venemotos-Yamaha      | 1"31'47 |
| 4.  | Jacques Cornu       | ELF-Parisienne-Honda     | 1"31'49 |
| 5.  | Sito Pons           | Campsa-HRC-Honda         | 1"31'55 |
| 6.  | Pierre Bolle        | ELF-Parisienne           | 1"32'05 |
| 7.  | Fausto Ricci        | HRC-Honda                | 1"32'08 |
| 8.  | Toni Mang           | Rothmans-HRC-Honda       | 1"32'27 |
| 9.  | Jean-François Baldé | Rothmans-Katayama-Honda  | 1"32'52 |
| 10. | Alan Carter         | JJ Cobas-Rotax           | 1"32'55 |

### De race
De 250cc-race in Spanje kende een dramatische start en eerste ronde. Twee fabrieks-Yamaha-coureurs kregen hun machine niet aan de praat: Martin Wimmer en Tadahiko Taira. Wimmer duwde uiterst rechts vanwege zijn poleposition, maar Taira stond in het midden en werd van achteren aangereden door Stéphane Mertens. Die viel in de baan van Sergio Pellandini die ook viel, net als Bruno Bonhuil. Zo ontstond er een behoorlijke ravage op de startplaats, maar de rest van het veld was vertrokken. Carlos Lavado schoof al in de tweede bocht onderuit en zijn race leek beëindigd. Het start/finishgedeelte was echter helemaal geblokkeerd door vlaggende marshals en zwaaiende officials en de groep coureurs begon af te remmen om de race te staken. Reinhold Roth merkte dat te laat op en raakte een collega waarna hij van de baan vloog. De reservemachines van Lavado en Roth werden van stal gehaald en beiden konden aan de herstart deelnemen. Lavado nam meteen de leiding, maar toen er een kopgroep ontstond met Lavado, Toni Mang en Sito Pons nam Mang de leiding. De slecht gestarte Martin Wimmer vocht zich echter naar voren en toen hij aansluiting vond bij de kopgroep nam Lavado de leiding opnieuw om ze niet meer af te staan. Lavado sloeg een klein gaatje, maar Mang, Pons en Wimmer kwamen bijna gelijktijdig over de finish. 

#### Uitslag 250cc-klasse
| Pos | Coureur                | Merk                        | Tijd     | Grid | Punten |
| --- | ---------------------- | --------------------------- | -------- | ---- | ------ |
| 1   | Carlos Lavado          | HB-Venemotos-Yamaha         | 47"50'43 | 3    | 15     |
| 2   | Toni Mang              | Rothmans-HRC-Honda          | +2'18    | 8    | 12     |
| 3   | Sito Pons              | Campsa-HRC-Honda            | +2'37    | 5    | 10     |
| 4   | Martin Wimmer          | Marlboro-Agostini-Yamaha    | +2'52    | 1    | 8      |
| 5   | Jacques Cornu          | ELF-Parisienne-Honda        | +32'00   | 4    | 6      |
| 6   | Pierre Bolle           | ELF-Parisienne              | +37'31   | 6    | 5      |
| 7   | Donnie McLeod          | Silverstone-Armstrong-Rotax | +40'91   | 11   | 4      |
| 8   | Jean-François Baldé    | Rothmans-Katayama-Honda     | +46'36   | 9    | 3      |
| 9   | Fausto Ricci           | HRC-Honda                   | +48'86   | 7    | 2      |
| 10  | Alan Carter            | JJ Cobas-Rotax              | +51'55   | 10   | 1      |
| 11  | Maurizio Vitali        | FMI-Garelli                 | +1"01'89 | 21   |        |
| 12  | Jean Foray             | Chevallier-Yamaha           | +1"02'04 | 29   |        |
| 13  | Reinhold Roth          | HB-Römer-Honda              | +1"02'25 | 15   |        |
| 14  | Manfred Herweh         | HB-Aprilia-Rotax            | +1"08'34 | 19   |        |
| 15  | Stéfano Caracchi       | Aprilia-Rotax               | +1"08'42 | 17   |        |
| 16  | Dominique Sarron       | Rothmans-Honda              | +1"08'50 | 20   |        |
| 17  | Jean-Louis Guignabodet | MIG-Rotax                   | +1"32'46 | 25   |        |
| 18  | Antonio Boronat        | JJ Cobas-Rotax              | +1 ronde | 34   |        |
| 19  | Roland Freymond        | Yamaha                      | +1 ronde | 23   |        |
| 20  | Brent Jones            | Yamaha                      | +1 ronde | 23   |        |
| 21  | Antonio García         | JJ Cobas-Rotax              | +1 ronde | 36   |        |

#### Niet gefinisht
| Coureur              | Merk            | Oorzaak | Grid |
| -------------------- | --------------- | ------- | ---- |
| Gary Noel            | EMC-Rotax       |         | 22   |
| Urs Lüzi             | Yamaha          |         | 28   |
| Fernando Gonzales    | MBA             |         | 30   |
| Jean-Michel Mattioli | Yamaha          |         | 13   |
| Harald Eckl          | HB-Honda        |         | 16   |
| Loris Reggiani       | Aprilia-Rotax   |         | 33   |
| René Delaby          | Rotax           |         | 27   |
| Ian Newton           | Armstrong-Rotax |         | 18   |
| Carlos Cardús        | Campsa-Honda    |         | 12   |
| Jean-Louis Tournadre | Yamaha          |         | 14   |

#### Niet gestart
| Coureur           | Merk                     | Grid | Oorzaak      |
| ----------------- | ------------------------ | ---- | ------------ |
| Tadahiko Taira    | Marlboro-Agostini-Yamaha | 2    | Startongeval |
| Stéphane Mertens  | Johnson-Yamaha           | 24   | Startongeval |
| Sergio Pellandini | Honda                    |      | Startongeval |
| Juan Echaide      | JJ Cobas-Rotax           | 31   | Blessure     |
| Bruno Bonhuil     | Honda                    | 32   | Startongeval |
| Eduardo Cots      | Yamaha                   | 35   |              |

#### Niet deelgenomen
| Coureur         | Merk            | Oorzaak  |
| --------------- | --------------- | -------- |
| Niall Mackenzie | Armstrong-Rotax | Blessure |

## 125cc-klasse

### De training
De beide fabrieks-Garelli's van Fausto Gresini en Luca Cadalora waren in de 125cc-training veruit de snelsten. Het waren ook de enige echte fabrieksracers, want hun grootste concurrenten Domenico Brigaglia en Ángel Nieto reden op semi-fabrieks MBA's die teammanager Paolo Pileri eind 1985 van de fabriek had overgenomen. 

#### Trainingstijden
| Pos | Coureur            | Merk           | Tijd    |
| --- | ------------------ | -------------- | ------- |
| 1.  | Fausto Gresini     | FMI-Garelli    | 1"34'50 |
| 2.  | Luca Cadalora      | FMI-Garelli    | 1"35'06 |
| 3.  | Domenico Brigaglia | Ducados-MBA    | 1"35'83 |
| 4.  | Thierry Feuz       | MBA            | 1"36'42 |
| 6.  | August Auinger     | Bartol-LCR-MBA | 1"36'47 |
| 6.  | Ezio Gianola       | MBA            | 1"36'72 |
| 7.  | Bruno Kneubühler   | LCR-MBA        | 1"36'82 |
| 8.  | Willy Hupperich    | MBA            | 1"36'93 |
| 9.  | Ángel Nieto        | Ducados-MBA    | 1"37'12 |
| 10. | Willy Pérez        | MBA            | 1"38'18 |

### De race
De 125cc-klasse opende het seizoen in Spanje. Fausto Gresini had een bliksemstart, maar zijn stalgenoot Luca Cadalora moest lang duwen tot zijn Garelli aansloeg. Na de eerste ronde werd Gresini gevolgd door Domenico Brigaglia, Lucio Pietroniro, Johnny Wickström, Bruno Kneubühler, Pier Paolo Bianchi, Willy Pérez en Ezio Gianola. Olivier Liégeois lag toen al in de berm, aangereden door Paolo Casoli. Gresini en Brigaglia sloegen een gat met de concurrentie, terwijl de MBA-semi-fabrieksrijder Ángel Nieto de pit inreed en zijn merkgenoot Bianchi terugviel naar de zevende plaats. In de eindfase moest Brigaglia lossen, maar hij werd toch tweede voor Gianola en Cadalora, die een sterke inhaalrace had gereden.  

#### Uitslag 125cc-klasse
| Pos | Coureur            | Merk        | Tijd      | Grid | Punten |
| --- | ------------------ | ----------- | --------- | ---- | ------ |
| 1   | Fausto Gresini     | FMI-Garelli | 45"30'63  | 1    | 15     |
| 2   | Domenico Brigaglia | Ducados-MBA | +4'75     | 3    | 12     |
| 3   | Ezio Gianola       | MBA         | +22'53    | 6    | 10     |
| 4   | Luca Cadalora      | FMI-Garelli | +29'99    | 2    | 8      |
| 5   | Johnny Wickström   | MBA         | +1"21'25  | 16   | 6      |
| 6   | Willy Pérez        | MBA         | +1"32'77  | 10   | 5      |
| 7   | Pier Paolo Bianchi | MBA         | +1"38'82  | 12   | 4      |
| 8   | Andres Sánchez     | Ducados-MBA | +2"48'24  | 15   | 3      |
| 9   | Jussi Hautaniemi   | MBA         | +1 ronde  | 17   | 2      |
| 10  | Håkan Olsson       | MBA         | +1 ronde  | 23   | 1      |
| 11  | Patrick Daudier    | PMDF        | +1 ronde  | 25   |        |
| 12  | Fernando Gonzales  | MBA         | +1 ronde  | 22   |        |
| 13  | Daniel Mateos      | MBA         | +1 ronde  | 20   |        |
| 14  | Jacques Hutteau    | MBA         | +2 ronden | 31   |        |
| 15  | Alfred Waibel      | MBA         | +2 ronden | 18   |        |
| 16  | Steve Mason        | MBA         | +2 ronden | 33   |        |
| 17  | Antonio Oliveros   | MBA         | +2 ronden | 29   |        |
| 18  | Iván Troisi        | MBA         | +2 ronden | 35   |        |
| 19  | Eric Gijsel        | MBA         | +2 ronden | 34   |        |
| 20  | Peter Balaz        | MBA         | +2 ronden | 30   |        |

#### Niet gefinisht
| Coureur            | Merk           | Oorzaak   | Grid |
| ------------------ | -------------- | --------- | ---- |
| Thierry Feuz       | MBA            | Val       | 4    |
| August Auinger     | Bartol-LCR-MBA | Val       | 5    |
| Bruno Kneubühler   | LCR-MBA        | Krukas    | 7    |
| Willy Hupperich    | MBA            |           | 8    |
| Jean-Claude Selini | MBA            | Val       | 19   |
| Olivier Liègeois   | Assmex-MBA     | Val       | 14   |
| Michel Escudier    | MBA            |           | 28   |
| Giuseppe Ascareggi | Elit-MBA       |           | 26   |
| Esa Kytölä         | MBA            |           | 27   |
| Bady Hassaine      | MBA            |           | 36   |
| Paolo Casoli       | MBA            | Val       | 11   |
| Ángel Nieto        | Ducados-MBA    | Vastloper | 9    |
| Lucio Pietroniro   | Johnson-MBA    |           | 13   |
| Manuel Hernández   | MBA            |           | 21   |
| Éric Saul          | LGN            |           | 32   |
| Robin Appleyard    | MBA            |           | 24   |

## 80cc-klasse

### De training
De drie fabrieks-Ducados-Derbi's kwamen op de eerste startrij, vergezeld door Stefan Dörflinger met zijn Krauser en Hans Spaan met zijn HuVo-Casal. De 80cc-klasse was weer het rijkst aan merken, want op de tweede startrij stonden ook nog een Seel, een Ziegler en een Autisa. 

#### Trainingstijden
| Pos | Coureur            | Merk                  | Tijd    |
| --- | ------------------ | --------------------- | ------- |
| 1.  | Jorge Martínez     | Ducados-Derbi         | 1"38'45 |
| 2.  | Ángel Nieto        | Ducados-Derbi         | 1"38'86 |
| 3.  | Stefan Dörflinger  | Krauser               | 1"39'26 |
| 4.  | Manuel Herreros    | Ducados-Derbi         | 1"39'26 |
| 5.  | Hans Spaan         | Hertog Jan-HuVo-Casal | 1"39'75 |
| 6.  | Pier Paolo Bianchi | Seel                  | 1"40'60 |
| 7.  | Ian McConnachie    | Krauser               | 1"41'01 |
| 8.  | Rainer Kunz        | Ziegler               | 1"41'56 |
| 9.  | Juan Ramón Bolart  | Autisa                | 1"41'56 |
| 10. | Theo Timmer        | Hertog Jan-HuVo-Casal | 1"41'95 |

### De race
De Spaanse Ducados-Derbi-coureurs lieten in Spanje niets heel van de concurrentie. Ángel "El Niño" Nieto, Jorge "Aspar" Martínez en Manuel "Champi" Herreros nestelden zich binnen drie ronden aan de leiding, sloegen een gat met de concurrentie en wisselden voortdurend van positie. Aan de finish had Martínez zeven seconden voorsprong op Nieto, die nipt voor Herreros tweede werd. Daarna moest het publiek een halve minuut wachten op Pier Paolo Bianchi, die een goed debuut op de Seel maakte en in elk geval de Krauser van Ian McConnachie voor bleef. Regerend wereldkampioen Stefan Dörflinger kwam vermogen tekort door een gescheurde uitlaat en werd slechts negende, op een ronde achterstand. 

#### Uitslag 80cc-klasse
| Pos | Coureur            | Merk                  | Tijd      | Grid | Punten |
| --- | ------------------ | --------------------- | --------- | ---- | ------ |
| 1   | Jorge Martínez     | Ducados-Derbi         | 37"01'75  | 1    | 15     |
| 2   | Ángel Nieto        | Ducados-Derbi         | +7'70     | 2    | 12     |
| 3   | Manuel Herreros    | Ducados-Derbi         | +8'60     | 4    | 10     |
| 4   | Pier Paolo Bianchi | Seel                  | +39'37    | 6    | 8      |
| 5   | Ian McConnachie    | Krauser               | +42'17    | 7    | 6      |
| 6   | Juan Ramón Bolart  | Autisa                | +1"20'44  | 9    | 5      |
| 7   | Gerhard Waibel     | Real-Krauser          | +1"20'62  | 12   | 4      |
| 8   | Hubert Abold       | Seel                  | +1 ronde  | 11   | 3      |
| 9   | Stefan Dörflinger  | Krauser               | +1 ronde  | 3    | 2      |
| 10  | Domingo Gil Blanco | Autisa                | +1 ronde  | 20   | 1      |
| 11  | Reiner Scheidhauer | Seel-MBA              | +1 ronde  | 13   |        |
| 12  | Steve Mason        | MBA                   | +1 ronde  | 21   |        |
| 13  | Theo Timmer        | Hertog Jan-HuVo-Casal | +1 ronde  | 10   |        |
| 14  | Massimo Fargeri    | MBA                   | +2 ronden | 26   |        |
| 15  | Jos van Dongen     | Krauser               | +2 ronden | 23   |        |
| 16  | Bertus Grinwis     | Krauser               | +2 ronden | 24   |        |
| 17  | Chris Baert        | Seel-MBA              | +2 ronden | 25   |        |
| 18  | Hans Spaan         | Hertog Jan-HuVo-Casal | +2 ronden | 5    |        |
| 19  | Paolo Priori       | Lusuardi              | +2 ronden | 28   |        |
| 20  | Juan Esteve        | Autisa                | +2 ronden | 30   |        |
| 21  | Ricardo Blanco     | Krauser               | +3 ronden | 35   |        |

#### Niet gefinisht
| Coureur           | Merk    | Oorzaak | Grid |
| ----------------- | ------- | ------- | ---- |
| Reiner Koster     | Kroko   |         | 27   |
| Rainer Kunz       | Ziegler |         | 8    |
| Javier Arumi      | Autisa  |         | 32   |
| Julián Miralles   | Casal   |         | 17   |
| Gérard Fissette   | Casal   |         | 31   |
| Alex Barros       | Autisa  |         | 22   |
| Luis Miguel Reyes | Autisa  |         | 15   |
| Henk van Kessel   | Krauser | Val     | 14   |
| Felix Rodríguez   | Autisa  |         | 16   |
| Serge Julin       | Casal   |         | 29   |
| Joaquin Gali      | Krauser |         | 34   |
| Gerd Kafka        | Krauser |         | 18   |
| Salvatore Milano  | Krauser |         | 19   |

#### Niet gestart
| Coureur           | Merk   | Grid | Oorzaak  |
| ----------------- | ------ | ---- | -------- |
| Herri Torrontegui | Autisa | 33   | Blessure |

## Trivia

### Cameraman
In het seizoen 1985 had Randy Mamola enkele malen met de camera van Sky Channel gereden. Mamola reed toen voor Rothmans. De camera kostte wel wat ruimte: de tank moest kleiner gemaakt worden en dat kostte hem bijna de overwinning in de TT van Assen. Kennelijk wilde Rothmans dat risico niet meer nemen, want op hun verzoek reed Boet van Dulmen in Spanje met de camera van Sky Channel op de tank. Boet kon zo lange tijd zijn nieuwe teamgenoot Henk van der Mark filmen, maar moest hem uiteindelijk laten gaan. 

### Discussie
Het startongeval bij de 250cc-race deed de discussie over de duwstart weer oplaaien. Vooral de Amerikaanse coureurs en teammanager Kenny Roberts waren al koppelingsstarts in de Verenigde Staten gewend en drongen aan op het afschaffen van de duwstart. Dat gebeurde uiteindelijk in het seizoen 1987. 
1950 · 1951 · 1952 · 1953 · 1954 · 1955 · 1957 · 1958 · 1959 · 1960 · 1961 · 1962 · 1963 · 1964 · 1965 · 1966 · 1967 · 1968 · 1969 · 1970 · 1971 · 1972 · 1973 · 1974 · 1975 · 1976 · 1977 · 1978 · 1979 · 1980 · 1981 · 1982 · 1983 · 1984 · 1985 · 1986 · 1987 · 1988 · 1989 · 1990 · 1991 · 1992 · 1993 · 1994 · 1995 · 1996 · 1997 · 1998 · 1999 · 2000 · 2001 · 2002 · 2003 · 2004 · 2005 · 2006 · 2007 · 2008 · 2009 · 2010 · 2011 · 2012 · 2013 · 2014 · 2015 · 2016 · 2017 · 2018 · 2019 · 2020 · 2021 · 2022 · 2023 · 2024 · 2025